# Prinz-Harald-Küste
Koordinaten: 69° 30′ S, 36° 0′ O
Die Prinz-Harald-Küste (norwegisch Prins Harald Kyst) ist ein Teil der Küste des ostantarktischen Königin-Maud-Lands. Sie umfasst die Lützow-Holm-Bucht und reicht von deren Osteingang bis zur Riiser-Larsen-Halbinsel auf 34° östlicher Länge. Nach Westen schließt sich die Prinzessin-Ragnhild-, nach Osten die Kronprinz-Olav-Küste an.
Entdeckt wurde sie am 4. Februar 1937 auf einem Flug von Viggo Wideroe, Nils Romnaes und Ingrid Christensen im Zuge der Lars-Christensen-Expedition 1936/37 und nach Harald (* 1937) benannt, dem Sohn des damaligen norwegischen Kronprinzen Olav.
1973 schränkte Norwegen die Bezeichnung Prins Harald Kyst auf den Westteil der Küste bis zum Shirase-Gletscher ein; für den Ostteil übernahm es die japanische Bezeichnung Sōya-Küste.